# Ndeye Codou Cissé
Pour les articles homonymes, voir Cissé.
Ndeye Codou Cissé est une karatéka sénégalaise.

## Carrière
Ndeye Codou Cissé remporte la médaille de bronze en kumite par équipes lors des Championnats d'Afrique de karaté 2021 au Caire puis la médaille d'argent en kumite individuel des plus de 68 kg aux Championnats d'Afrique de karaté 2022 à Durban.
Elle est médaillée de bronze en kumite par équipes aux championnats d'Afrique 2023 à Casablanca.

## Palmarès
| Année | Compétition            | Lieu     | Résultat | Catégorie          |
| ----- | ---------------------- | -------- | -------- | ------------------ |
| 2021  | Championnats d'Afrique | Le Caire | 3e       | Kumite par équipes |
| 2022  | Championnats d'Afrique | Durban   | 2e       | Kumite +68 kg      |